# Musée du Pará Emílio-Goeldi
Pour les articles homonymes, voir Goeldi.
Le musée du Pará Emílio-Goeldi (en portugais, Museu Paraense Emílio Goeldi) est un institut de recherche brésilien situé dans la ville de Belém dans l'État du Pará. Il a été fondé en 1866 sous le nom de musée du Pará d'histoire naturelle et d'ethnographie avant d'être plus tard renommé en honneur du naturaliste suisse Emílio Augusto Goeldi (1859-1917), qui a réorganisé l'institution initiale et l'a dirigé de 1894 à 1905.
Cette institution a pour mission d'étudier, de cataloguer et d'analyser la diversité biologique et socioculturelle du bassin amazonien, de conserver sa mémoire culturelle et de participer à son développement. Il participe également à promouvoir la science grâce à son musée d'histoire naturelle, son jardin botanique, son parc zoologique, etc.
Le musée gère également une station de recherche scientifique dans la forêt amazonienne (Estação Científica Ferreira Penna). Elle a été inaugurée en 1993 dans le parc national de Caxiuanã (300 km2), comté de Melgaço, Pará.

## Botanique
Le personnel du musée affecté à la botanique travaille sur la taxonomie et la systématique de la flore amazonienne, l'ethnobotanique et la botanique économique, la biodiversité végétale, la structure et la dynamique des forêts humides. Un jardin botanique et plusieurs collections sont entretenues. La première collection a été rassemblée en 1895 par Jacques Huber (1867-1914). Le musée compte aujourd'hui plus de 150 000 spécimens de graines, de fruits, de bois, de pollen, de préparations histologiques et de spécimens pressés et séchés.

## Zoologie
En zoologie, le musée étudie la faune amazonienne, sa distribution géographique, son comportement, son écologie, sa taxinomie aussi en mammalogie, en ornithologie, en herpétologie, en ichtyologie et en entomologie. Les collections zoologiques incluent environ 150 000 spécimens de vertébrés, le corps conservé dans de l'alcool ou taxidermisé ainsi que des squelettes, des peaux, des œufs, des parties anatomiques, etc. Plus d'un million de spécimens d'invertébrés, comme des arthropodes, des insectes et des mollusques.

## Sciences de la Terre
Les équipes travaillent sur l'évolution des écosystèmes amazoniens, la paléontologie et la paléoécologie des régions tropicales, la sédimentologie, la minéralogie et la stratigraphie, la géologie, la géochimie, la paléogéologie et la pédologie. Les collections paléontologiques conservées par le Musée sont riches de plus de 6 000 espèces et la collection minéralogique de plus de 1 000 échantillons.

## Sciences humaines
Les populations humaines préhistoriques et contemporaines font l'objet d'études depuis l'origine du musée qui conduit des recherches en archéologie, en anthropologie, en linguistique et en ethnographie. L'institution abrite probablement la plus riche collection d'objets amazoniens avec 81 000 pièces pour la partie archéologique et 14 000 pièces pour la partie ethnographique. Le département linguistique étudie de nombreuses langues autochtones.